# Ed Soph
Edward Bingham Soph (* 21. März 1945 in Coronado, Kalifornien) ist ein US-amerikanischer Jazz-Schlagzeuger und -lehrer.
Ed Soph war Mitglied der Bands von Stan Kenton, Woody Herman, Bill Watrous und Clark Terry. Daneben arbeitete er als Sideman unter anderem mit Randy Brecker, Ingrid Jensen, Red Rodney, Bobby Shew, Marvin Stamm, Ira Sullivan, Pat LaBarbera, David Liebman, Dave Pietro, Carl Fontana, Slide Hampton, Jiggs Whigham, Bill Evans, Stefan Karlsson und Bill Mays.
Soph unterrichtet als Associate Professor am College of Music der University of North Texas. Er veröffentlichte mehrere Lehrbücher und -filme für das Schlagzeugspiel.

## Bücher
- Essential Techniques for Drumset (Meredith Music)
- Fundamental Studies for Drumset
- The Big Band Primer (RonJon Publisher)
- Musical Time (Carl Fischer)

## Filme
- The Drumset: A Musical Approach (Warner Bros.)
- Musical Time (Carl Fischer)